# 二十四軒車站
二十四軒車站（日语：／ Nijūyonken eki */?）是一位於日本北海道札幌市西區二十四軒1条4丁目，隸屬於札幌市交通局的地下鐵車站。二十四軒車站是札幌市營地下鐵東西線的沿線車站之一，車站編號T04。

## 車站構造
對向式月台2面2線，閘口因方向而異，閘口與月台各自以升降機連結。

### 月台配置
| 月台 | 路線   | 目的地           |
| ---- | ------ | ---------------- |
| 1    | 東西線 | 大通、新札幌方向 |
| 2    | 東西線 | 琴似、宮之澤方向 |

## 相鄰車站
札幌市營地下鐵
 東西線
琴似（T03）－二十四軒（T04）－西28丁目（T05）